# Moaré

Moaré, které vzniká při prolínání dvou sad rovnoběžných čar, které svírají úhel 5°

Moaré (z franc. moiré [muaré]) je rušivý optický efekt, který vzniká překrýváním nebo interferencí dvou pravidelných a jen málo odlišných rastrů. Obecně jde o problém se vzorkováním, resp. s interferencí / kolizí dvou vzorkování, typicky při převzorkovávání signálu již jednou navzorkovaného jedním kmitočtem následně zas podle jiného blízkého kmitočtu, opakovaným převzorkováním, místo aby se navzorkoval původní analogový signál.
Jistou obdobou moaré ve zvukové oblasti je zázněj, skládání dvou blízkých kmitočtů, nebo stroboskopický jev.

## Vznik v digitální kameře

Dvě sady rovnoběžných čar, které svírají úhel 0° až 6°

Moaré efekt vzniká například tehdy, když pravidelný obrazec pole buněk snímače fotoaparátu nebo zobrazovacích bodů obrazovky nebo displeje interferuje s nějakým pravidelným vzorem na ploše zobrazení (např. struktura tkaniny nebo pixely obrazovky). Překrývání dvou pravidelných obrazců, jež jsou si podobné, ale nejsou dokonale vyrovnány, vede ke vzniku sady vzorů – moaré efektu. Ten se projevuje jako barevné pruhy nebo kruhy, tzv. obrazové moiré artefakty.

## Příklady
- Efekt může např. pokazit kvalitu snímků zaznamenaných digitálním fotoaparátem.
- Vyskytuje se i v televizním vysílání – proto jsou pro vystoupení v televizi nevhodné oděvy s drobným vzorkem.
- Ke stejnému efektu může docházet také při ofsetovém tisku užitím např. barevného modelu CMYK, kdy každá ze základních barev je tištěna v rastru s určitým úhlem natočení. Při nevhodném natočení těchto rastrů tak může dojít k jejich interferenci.
- Moaré efekt vzniká také na tkaninách. Jde buď o úmyslný efekt pravého Moaré na stejnojmenné tkanině, nebo naopak o vadu: přetržením příze nebo periodickou změnou tloušťky útkové příze, což je pak nejvíce viditelné u jemného jednobarevného hedvábí (nejvíce u modrého nebo zeleného).

## Úmyslné moiré
- Na textiliích jako dekorační vlastnost.
- V oboru počítačového vidění lze moiré, nastavené známým způsobem, použít pro rekonstrukci a modelování tvaru pozorovaného neznámého 3D-prostorového povrchu (při známé míře nepřesnosti).